# Anita
Anita – imię żeńskie, które powstało z hiszpańskiej zdrobniałej formy imienia Anna (hiszp. Ana). Istnieje też teza, że Anita jest skróconą formą Juanity – hiszpańskiego odpowiednika Joanny.
Ponadto, Anita jest krótką formą Anahity, bogini wody, płodności i porządku społecznego.
Imię Anita występuje m.in. w językach: hiszpańskim, portugalskim, węgierskim, włoskim, polskim i językach Indii wywodzących się z sanskrytu.
Anita imieniny obchodzi najczęściej 17 sierpnia, a w niektórych kalendarzach również 24 sierpnia oraz 6 listopada.
W polskim internecie pojawia się informacja o wspomnieniu św. Anity z Tuluzy dnia 6 listopada oraz bł. Anity Cantieri 24 sierpnia. Na międzynarodowych stronach nie ma żadnych wzmianek o istnieniu św. Anity, również w zasobach watykańskich. Natomiast proces beatyfikacyjny Anity Cantieri, włoskiej karmelitki, nie jest jeszcze zakończony. Od 1991 roku tytułuje się ją służebnicą Bożą, a nie błogosławioną.
Wśród imion nadawanych nowo narodzonym dzieciom, Anita w 2017 r. zajmowała 111. miejsce w grupie imion żeńskich. W całej populacji Polek Anita zajmowała w 2017 r. 89. miejsce (44 800 nadań).

## Imię Anita w kulturze
Anita i Arabella to imiona dwóch samic pająka krzyżaka ogrodowego wysłanych w kosmos w 1973 roku.
Anita Blake jest bohaterką cyklu powieści autorstwa Laurell K. Hamilton.
Postać o imieniu Anita występuje na ekranie w 101 dalmatyńczykach, Tajnej misji, Wszystkich moich dzieciach czy West Side Story, a także w mandze Detektyw Conan.

## Znane osoby noszące imię Anita
- Anita Baker – amerykańska wokalistka
- Anita Błochowiak – polska polityczka
- Anita Briem – islandzka aktorka
- Anita Brookner – brytyjska pisarka
- Anita Czerwińska – polska polityczka
- Anita Desai – indyjska pisarka
- Anita Dymszówna – polska aktorka
- Anita Ekberg – szwedzka aktorka
- Anita Formela – polska judoczka
- Anita Ganeri – indyjska pisarka
- Anita Gargas – polska dziennikarka
- Anita Görbicz – węgierska piłkarka ręczna
- Anita Jancia – polska aktorka
- Anita Kucharska-Dziedzic – polska polityczka
- Anita Kulcsár – węgierska piłkarka ręczna
- Anita Kwiatkowska – polska siatkarka
- Anita Lipnicka – polska wokalistka
- Anita O’Day – amerykańska wokalistka
- Anita Pallenberg – włoska aktorka, modelka
- Anita Prazmowska lub Prażmowska – brytyjska historyczka polskiego pochodzenia
- Anita Sajnóg – polska aktorka, piosenkarka
- Anita Sokołowska – polska aktorka
- Anita Wachter – austriacka alpejka
- Anita Werner – polska dziennikarka
- Anita Katarzyna Wiśniewska – polska poetka
- Anita Włodarczyk – polska lekkoatletka